# Santa Margarida i els Monjos
Santa Margarida i els Monjos és un municipi es troba el sud-oest de la comarca de l'Alt Penedès, al límit amb la del Garraf.

## Geografia
- Llista de topònims de Santa Margarida i els Monjos (Orografia: muntanyes, serres, collades, indrets..; hidrografia: rius, fonts...; edificis: cases, masies, esglésies, etc).

Té una extensió de 17,39 km² i limita al nord amb els termes de Sant Martí Sarroca i Pacs del Penedès, a l'est amb Vilafranca del Penedès i amb Olèrdola, al sud i sud-oest amb el terme de Castellet i la Gornal (Garraf) i a l'oest amb Castellví de la Marca.
El terme ocupa part de la Depressió Prelitoral i part deis vessants occidentals del massís del Garraf, com els estreps del Puig de l'Àliga que es prolonguen cap al nord-oest i assoleixen una altitud màxima de 409 metres a la fita dels termes d'Olèrdola, Castellet i Santa Margarida.
En aquestes elevacions, que ocupen tota la part sud-oriental del terme, neixen set barrancs que desguassen al riu Foix, el qual, en la part sud-oest del terme forma diverses sinuositats o petits meandres. Dins del municipi, el riu Foix rep, a més, per l'esquerra la riera de la Maçana o de Llitrà i per la dreta les de la riera de la Bruixa, que fa de límit amb el terme de Castellet.

## Història

### Santa Margarida
L'any 978 ja s'esmenta el gual de Santa Margarida, al terme d'Olèrdola. Això pressuposa l'existència de l'església de Santa Margarida. Això no obstant, fins al 1126 no es troba documentada com a parròquia encara dins del terme d'Olèrdola.
El poble de Santa Margarida del Penedès, a l'esquerra del riu Foix i avui deshabitat, es formà entorn d'aquesta església.
El lloc de Santa Margarida era de jurisdicció reial fins que Joan I se la va vendre l'any 1381.
En el fogatjament de l'any 1370 hi consten 24 focs, que augmentaren a 40 el 1553.
L'any 1414 Gaspar d'Espitlles es titulava senyor de Santa Margarida. El 1642 tornava a ser del rei juntament amb els Monjos. En extingir-se les jurisdiccions feudals al segle xix va passar a mans privades. Consta que el seu darrer titular fou el senyor Ferrer i Guarro.

### Els Monjos
Els Monjos és el nucli de principal població i extensió del municipi de Santa Margarida i els Monjos.
Està situat vora el riu Foix, a 5 km de Vilafranca del Penedès i equidistant entre Barcelona i Tarragona. Els seus orígens provenen d'un molí fariner que el monestir de Santes Creus obtingué el 1322 per una permuta amb la Pia Almoina de Barcelona. Aviat aquest lloc prengué el nom de molí dels Monjos.
Actualment, aquest molí es conserva encara i és un centre d'activitats naturalístiques del municipi i un jardí botànic urbà.
Els Monjos disposa d'una variada oferta cultural i comercial, amb una nodrida oferta d'activitats durant tot l'any i un ampli teixit associatiu que formen entitats com la Societat La Margaridoia, la societat d'Amics de Penyafel, les agrupacions dels balls de la Festa Major o les entitats esportives, entre moltes altres.
La seva festa major se celebra al voltant de Santa Margarida, el 20 de juliol i la d'hivern el 17 de gener, coincidint amb Sant Antoni Abat.
L'oferta educativa dels Monjos la fonamenten 1 llar d'infants (Xiroi), situada a la zona de Mas Catarro, dues escoles (Dr. Samaranch i Arrels) i un institut d'ensenyament secundari (El Foix). Existeix a més una àmplia oferta educativa complementària que s'ofereix a través de l'escola de música Santa Margarida, l'escola d'Adults, la Biblioteca, el servei de Joventut Tangram, etc.
Destacar també l'oferta esportiva municipal i els equipaments: Circuit esportiu al Parc Urbà del Foix, Pavelló d'Esports, Pista poliesportiva, gimnàs municipal, Camp de Futbol municipal i piscina municipal.
El teixit socioeconòmic dels Monjos es basa sobretot en la indústria, lligada als Polígons Industrials situats a la població i dedicats formanetalment a la indústria del ciment, la farina i la indústria auxiliar del sector de l'automòbil.

### La Ràpita
|  | Per a altres significats, vegeu «La Ràpita (desambiguació)». |

Nucli de l'Alt Penedès que pertany al municipi de Santa Margarida i els Monjos.
El nom de la Ràpita té els seus orígens en l'època dels àrabs. Així ho demostra el seu nom, ja que La Ràpita significa fortalesa en àrab, però hi ha algunes restes que demostren poblaments anteriors des de finals del Neolític.
cal destacar la Paret de Santa Tecla que són restes d'una antiga Villaagrícola de l'època romana.
Probablement en l'època antiga aquestes terres tenien vil·les i granges on el treball agrícol era la base de l'economia, per exemple, la Paret de Santa Tecla.
El poblament a la zona té arrels molt antigues. Cap a finals del s.XIII hi ha documentades diverses masies però no és fins afinals del xviii que creix com a nucli de població.
Va nàixer al voltant a la riba esquerra del riu Foix al voltant de l'antic casal senyorial de Penyafort.
Segons la tradició hi nasqué el famós eclesiàstic dominicà i canonista Ramon de Penyafort vers el 1185. Consta que el 1405 era mig derruït.
En començar el segle xvii el lloc era propietat de Martí Joan d'Espuny, el qual el 1602, obtingué l'autorització per a edificar-hi una capella en honor de l'il·lustre dominicà santificat l'any anterior. Al cap de pocs mesos es demanà llicència per a erigir un convent a l'antiga casa de Penyafort.
El convent de Penyafort, de l'orde de Sant Domènec, era ja edificat pel 1613, any que mor el seu fundador fra Pere Joan Guasch, de Vilafranca. El convent subsistí fins a la desamortització del 1835. Posat en venda, adquirí els edificis un particular anomenat Puig i Catasús. Després ha anat passant per diversos propietaris.
Des de l'any 1905 existeix la Societat on hi havia el cafè i la sala destinada al ball i al cinema. Actualment s'anomena Centre Cultural i Recreatiu Rapitenc (CCRR) i segueix complint la missió per la qual fou construïda entre d'altres.
A partir d'aquest centre sorgeixen seccions com el Grup de Joves (organitzadors de la Festa del Most), La Coral l'Amistat i la Bombeta Màgica (caramelles), Ballde Diables, Casal de la Gent Gran, Grup d'Estudis Rapitencs i el seu grup excursionista, Grup de Puntaires Sant Raimon de Penyafort, Carnaval, Amics del Teatre... Tots aquests col·lectius dinamitzen la vida cultural i social del poble.
Cal destacar el paper de l'escola Sant Domènec molt vinculada al seu entorn i impulsora de Ràdio Ràpia.
Actualment la font d'ingressos de la població es reparteix entre els 3 tipus de sectors econòmics, predominant cada cop més els serveis, la indústria i finalment l'agricultura i una mica de ramaderia. Cada cop però la població s'especialitza més en els serveis i la indústria. L'agricultura i concretament la vinya passa a ser una activitat cada cop més complementària.
Amb la construcció de la urbanització "Tres Pins", l'augment de la població ha estat molt important, passant d'un cens d'unes 500 persones l'any 1980 als 1800 en l'actualitat.

### Sanabra
El lloc de la Sanabra és a l'esquerra del riu Foix, al sector sud-occidental del terme d'Olèrdola. El topònim és documentat el 992 com a Sinapsis i el 993 com a Sanabra i corresponia a una antiga caseria de la qual avui resten un mas, l'església i alguns edificis annexos.

## Economia
La superfície conreada és de gairebé 600 ha, quasi totes en règim de secà, essent unes 6 ha les que es beneficien del regadiu. La vinya és el principal dels conreus, també tenen importància els cereals i, en proporció molt inferior, L'olivera, els fruiters i les hortalisses.
També s'hi ha instal·lat força indústria.

## Demografia
La població del municipi augmentà progressivament des del 1860, que hi havia 995 habitants, fins a doblar-se en els anys trenta d'aquest segle (el 1930 hi havia 2.078 habitants), el que indica que el creixement no era solament vegetatiu, sinó produït per la immigració. La minva demogràfica subsegüent a la guerra civil (el 1940 hi havia 1.850 habitants) només es recuperà als primers anys del decenni dels seixanta (2.068 habitants l'any 1960) i, des d'aleshores, el creixement ha estat altre cop ben notable: 2.807 habitants el 1975 i 3.325 el 1981, afavorit per una intensiva industrialització del municipi.
Amb 6.221 habitants el 2006, Santa Margarida i els Monjos és el tercer municipi més poblat de la comarca, només superat per la capital comarcal i Sant Sadurní d'Anoia. En aquest creixement també hi ha influït el fet que el municipi es troba ben comunicat. És travessat per la carretera nacional de Barcelona a València; hi passa l'autopista A-7 i, a més, té estació de ferrocarril de la línia de Manresa a Sant Vicenç de Calders.
| Entitat de població | Habitants (2023) |
| els Monjos          | 5.646            |
| la Ràpita           | 1.734            |
| Cal Rubió           | 270              |
| Font: Idescat       |                  |

| 1497 f | 1515 f | 1553 f | 1717 | 1787 | 1857 | 1877  | 1887  | 1900  | 1910  |
| ------ | ------ | ------ | ---- | ---- | ---- | ----- | ----- | ----- | ----- |
| 37     | 35     | 40     | 187  | 386  | 935  | 1.114 | 1.335 | 1.333 | 1.348 |

| 1920  | 1930  | 1940  | 1950  | 1960  | 1970  | 1981  | 1990  | 1992  | 1994  |
| ----- | ----- | ----- | ----- | ----- | ----- | ----- | ----- | ----- | ----- |
| 1.690 | 2.078 | 1.850 | 1.960 | 2.068 | 2.450 | 3.325 | 3.772 | 4.014 | 4.014 |

| 1996  | 1998  | 2000  | 2002  | 2004  | 2006  | 2008  | 2010  | 2012  | 2014  |
| ----- | ----- | ----- | ----- | ----- | ----- | ----- | ----- | ----- | ----- |
| 4.230 | 4.088 | 4.661 | 5.179 | 5.701 | 6.221 | 6.768 | 6.933 | 7.121 | 7.337 |

| 2016  | 2018  | 2020  | 2022  | 2024  | 2026 | 2028 | 2030 | 2032 | 2034 |
| ----- | ----- | ----- | ----- | ----- | ---- | ---- | ---- | ---- | ---- |
| 7.360 | 7.503 | 7.676 | 7.624 | 7.736 | -    | -    | -    | -    | -    |

## Administració
| Període      | Nom de l'alcalde/-essa | Partit polític | Data de possessió |
| ------------ | ---------------------- | -------------- | ----------------- |
| 1979 - 1983  |                        | I.S.           | 19/04/1979        |
| 1983 - 1987  |                        | I.S.           | 28/05/1983        |
| 1987 - 1991  | Jordi Girona i Alaiza  | PSC            | 30/06/1987        |
| 1991 - 1995  | Jordi Girona i Alaiza  | PSC            | 15/06/1991        |
| 1995 - 1999  | Jordi Girona i Alaiza  | PSC            | 17/06/1995        |
| 1999 - 2003  | Jordi Girona i Alaiza  | PSC            | 03/07/1999        |
| 2003 - 2007  | Jordi Girona i Alaiza  | PSC            | 14/06/2003        |
| 2007 - 2011  | Jordi Girona i Alaiza  | PSC            | 16/06/2007        |
| 2011 - 2015  | Imma Ferret i Raventós | PSC            | 11/06/2011        |
| 2015 - 2019  | Imma Ferret i Raventós | PSC            | 13/06/2015        |
| 2019 - 2023  | Imma Ferret Raventós   | PSC            | 15/06/2019        |
| Des del 2023 | Imma Ferret Raventós   | PSC            | 17/06/2023        |

## Entitats
- Coordinadora de Balls Folcklòrics dels Monjos
- Grup de diables "SPANTUS"
- Ball de Diables de la Ràpita
- Drac dels Monjos
- Grup de geganters de la Ràpita
- Grup de geganters dels Monjos
- Grup de capgrossos
- Serrallonga Escarabina
- Ball de Pastoretes dels Monjos